# Kazumasa Uesato
Kazumasa Uesato (上里 一将 Uesato Kazumasa?, nacido el 13 de marzo de 1986 en Hirara (actualmente Miyakojima), Okinawa) es un futbolista japonés que se desempeña como centrocampista.

## Trayectoria

### Clubes
| Club                       | País  | Año         |
| -------------------------- | ----- | ----------- |
| Hokkaido Consadole Sapporo | Japón | 2004 - 2016 |
| FC Tokyo                   | Japón | 2011        |
| Tokushima Vortis           | Japón | 2012        |
| Roasso Kumamoto            | Japón | 2017 -      |

## Estadística de carrera

### J. League
| Club                       | Año   | J. League | J. League | Copa J. League | Copa J. League | Total | Total |
| Club                       | Año   | Part.     | Goles     | Part.          | Goles          | Part. | Goles |
| -------------------------- | ----- | --------- | --------- | -------------- | -------------- | ----- | ----- |
| Consadole Sapporo          | 2004  | 17        | 0         | -              | -              | 17    | 0     |
| Consadole Sapporo          | 2005  | 23        | 2         | -              | -              | 23    | 2     |
| Consadole Sapporo          | 2006  | 22        | 1         | -              | -              | 22    | 1     |
| Consadole Sapporo          | 2007  | 7         | 0         | -              | -              | 7     | 0     |
| Consadole Sapporo          | 2008  | 12        | 0         | 1              | 0              | 13    | 0     |
| Consadole Sapporo          | 2009  | 48        | 6         | -              | -              | 48    | 6     |
| Consadole Sapporo          | 2010  | 28        | 4         | -              | -              | 28    | 4     |
| FC Tokyo                   | 2011  | 17        | 1         | -              | -              | 17    | 1     |
| Tokushima Vortis           | 2012  | 32        | 0         | -              | -              | 32    | 0     |
| Consadole Sapporo          | 2013  | 30        | 1         | -              | -              | 30    | 1     |
| Consadole Sapporo          | 2014  | 26        | 4         | -              | -              | 26    | 4     |
| Consadole Sapporo          | 2015  | 27        | 1         | -              | -              | 27    | 1     |
| Hokkaido Consadole Sapporo | 2016  | 18        | 0         | -              | -              | 18    | 0     |
| Roasso Kumamoto            | 2017  | 28        | 1         | -              | -              | 28    | 1     |
| Total                      | Total | 335       | 21        | 1              | 0              | 336   | 21    |